# Ordenskapitel
Ordenskapitel wird eine Versammlung von Repräsentanten einer Ordensgemeinschaft genannt, die gemäß den Satzungen des Ordens die (höchste) kollegiale beschlussfassende Instanz des Ordens, der Kongregation, der Ordensprovinz oder des einzelnen Klosters ist.
Man unterscheidet
- das Generalkapitel (lat. Capitulum generale) eines Ordens. Es existiert in dieser Form nur bei eher zentralistisch geordneten, meist jüngeren (d. h. ab dem späten 11. Jahrhundert entstanden) Orden und ist das Organ, das Belange eines gesamten Ordens regelt. Die Delegierten kommen bei international tätigen Orden aus allen Provinzen, in die der Orden unterteilt ist. Das Generalkapitel wird vom jeweiligen Generaloberen geleitet. Die Amtsbezeichnung ist je nach Ordenstradition verschieden, zum Beispiel Generalabt bei den Zisterziensern und Prämonstratensern, Generalminister bei den franziskanischen Orden, Generalmagister oder Ordensmeister bei den Dominikanern, Generalprior bei den Augustiner-Eremiten und Karmeliten, Ordensgeneral bei den Jesuiten.
- das Generalkapitel (lat. Capitulum generale oder Capitulum annale) einer Kongregation, eines Ordens oder eines Ordenszweiges. Es existiert in dieser Form zumeist bei föderal organisierten Ordensgemeinschaften (wie den Benediktinern oder Augustiner-Chorherren) und beschließt verbindlich in allen Angelegenheiten, die die zugehörigen Klöster betreffen. Leiter: Generalabt, Erzabt, Abtpräses oder erster Präsident. Bei manchen Kongregationen der Augustiner-Chorherren wird er auch Generalpropst genannt. Der Gesamtorden wurde bei diesen Föderationen nie zentral geleitet, wird aber seit dem 19./20. Jahrhundert durch einen Abtprimas repräsentiert.
- das Provinzkapitel oder Provinzialkapitel (Capitulum provinciale), das über die Belange einer einzelnen Ordensprovinz verhandelt. Hierbei ist der Provinzial, die Provinzoberin oder ein gewählter Präsident Vorsitzender des Kapitels. Im Franziskanerorden trafen sich im Mittelalter auf der Ebene der Kustodien, unterhalb der Provinzen, die Abgesandten der einzelnen Konvente (Discreti) zu Kustodiekapiteln.[1]
- das Kapitel (lat. Capitulum oder Capitulum locale) eines eigenständigen Klosters (Haus- oder Konventskapitel).

Auch die geistlichen Ritterorden des Mittelalters richteten Ordenskapitel ein, die von den Ordensgliederungen beschickt wurden (vgl. Generalkapitel des Malteserordens).
Nach diesem Vorbild werden auch die später gegründeten Hausorden und einige Verdienstorden von Kapiteln geleitet, deren Hauptaufgabe die An- und Aberkennung der Ordensmitgliedschaft ist. Je nach Größe und Statuten des Ordens bestehen bzw. bestanden die Ordenskapitel aus wenigen Ordensbeamten (z. B. Königlicher Seraphinenorden, St.-Joachims-Orden), den sog. Großkreuzen (z. B. Hausritterorden vom Heiligen Michael, Konstantinorden), der höheren Ordensklassen (z. B. Hausritterorden vom Heiligen Georg) oder sämtlichen Ordensrittern (z. B. Hubertusorden).
Seit dem 16. Jahrhundert werden die vier spanischen Ritterorden von Santiago, Calatrava, Montesa und Alcántara vom Ordensrat (Consejo de Órdenes) geleitet, der aus dem Großmeister, dem Präsidenten und je zwei Mitgliedern der vier Orden besteht. Die Ordensräte der Ehrenlegion und des ordre national du Mérite bestehen aus dem Ordenskanzler, ernannten Ordensräten und der gleichen Anzahl von Vertretern der Ordensklassen.